# 160
Évszázadok: 1. század – 2. század – 3. század
Évtizedek: 110-es évek – 120-as évek – 130-as évek – 140-es évek – 150-es évek – 160-as évek – 170-es évek – 180-as évek – 190-es évek – 200-as évek – 210-es évek
Évek: 155 – 156 – 157 – 158 –  159 – 160 – 161 – 162 – 163 – 164 – 165

## Események

### Római Birodalom
- Appius Annius Atilius Braduát (helyettese márciustól A. Platorius Nepos Calpurnianus, májustól C. Septimius] Severus, júliustól C. Prastina Pacatus, októbertől Ti. Oclatius Severus) és Titus Clodius Vibius Varust (helyettese M. Postumius Festus, M. Censorius Paulus, Ninnius Hastianus és Novius Sabinianus) választják consulnak.
- Megszületik Cornificia, Marcus Aurelius és Faustina lánya.

## Születések
- Annia Cornificia Faustina Minor, Marcus Aurelius lánya
- Folignói Szent Felicián, keresztény püspök
- Julia Domna, Septimius Severus felesége
- Lucius Marius Maximus, római író
- Sextus Empiricus, görög filozófus

## Halálozások
- Markión, keresztény teológus
- Caius Suetonius Tranquillus, római történetíró (hozzávetőleges időpont)
- Klaudiosz Ptolemaiosz, görög földrajztudós (hozzávetőleges időpont)

## Fordítás
- Ez a szócikk részben vagy egészben  a(z)   160 című angol Wikipédia-szócikk ezen változatának fordításán alapul.  Az eredeti cikk szerkesztőit annak laptörténete sorolja fel. Ez a jelzés csupán a megfogalmazás eredetét és a szerzői jogokat jelzi, nem szolgál a cikkben szereplő információk forrásmegjelöléseként.